# Chassenard
Chassenard är en kommun i departementet Allier i regionen Auvergne-Rhône-Alpes i de centrala delarna av Frankrike. Kommunen ligger  i kantonen Le Donjon som ligger i arrondissementet Vichy. År 2022 hade Chassenard 1 030 invånare.

## Befolkningsutveckling
Antalet invånare i kommunen Chassenard
Referens: INSEE